# Wisdom Amey
Wisdom Amey (* 11. August 2005 in Bassano del Grappa) ist ein italienischer Fußballspieler, der beim FC Bologna unter Vertrag steht und ist aktuell an U.S. Pianese in der italienischen Serie C ausgeliehen.

## Karriere
Wisdom Amey kam unter Trainer Siniša Mihajlović zu seinem Serie-A-Debüt. Er wurde am 12. Mai 2021 am 36. Spieltag bei der Heimniederlage gegen den FC Genua (0:2) in der 89. Minute für Takehiro Tomiyasu eingewechselt und wurde damit zum jüngsten Spieler, der je in einem Serie-A-Spiel eingesetzt wurde (15 Jahre und 274 Tage). Am 25. November 2023 löste Francesco Camarda mit 15 Jahren und 260 Tagen beim 1:0-Sieg seiner AC Mailand gegen die AC Florenz Amey als jüngsten Serie-A-Spieler ab.
In der Saison 2021/22 wurde er mit den U17-Junioren italienischer Jugendmeister.
Am 15. Juli 2025 wechselte er für die Saison 2025/26 auf Leihbasis zur U.S. Pianese in der italienischen Serie C.

## Privates
Als Sohn eines togolesischen Vaters und einer nigerianischen Mutter wurde Amey 2005 in Italien geboren.